# Psychose ordinaire
 (janvier 2021).
La mise en forme du texte ne suit pas les recommandations de Wikipédia : il faut le « wikifier ».
Les points d'amélioration suivants sont les cas les plus fréquents. Le détail des points à revoir est peut-être précisé sur la page de discussion.
- Les titres sont pré-formatés par le logiciel. Ils ne sont ni en capitales, ni en gras.
- Le texte ne doit pas être écrit en capitales (les noms de famille non plus), ni en gras, ni en italique, ni en « petit »…
- Le gras n'est utilisé que pour surligner le titre de l'article dans l'introduction, une seule fois.
- L'italique est rarement utilisé : mots en langue étrangère, titres d'œuvres, noms de bateaux, etc.
- Les citations ne sont pas en italique mais en corps de texte normal. Elles sont entourées par des guillemets français : « et ».
- Les listes à puces sont à éviter, des paragraphes rédigés étant largement préférés. Les tableaux sont à réserver à la présentation de données structurées (résultats, etc.).
- Les appels de note de bas de page (petits chiffres en exposant, introduits par l'outil «  Source ») sont à placer entre la fin de phrase et le point final[comme ça].
- Les liens internes (vers d'autres articles de Wikipédia) sont à choisir avec parcimonie. Créez des liens vers des articles approfondissant le sujet. Les termes génériques sans rapport avec le sujet sont à éviter, ainsi que les répétitions de liens vers un même terme.
- Les liens externes sont à placer uniquement dans une section « Liens externes », à la fin de l'article. Ces liens sont à choisir avec parcimonie suivant les règles définies. Si un lien sert de source à l'article, son insertion dans le texte est à faire par les notes de bas de page.
- La présentation des références doit suivre les conventions bibliographiques. Il est recommandé d'utiliser les modèles {{Ouvrage}}, {{Chapitre}}, {{Article}}, {{Lien web}} et/ou {{Bibliographie}}. Le mode d'édition visuel peut mettre en forme automatiquement les références.
- Insérer une infobox (cadre d'informations à droite) n'est pas obligatoire pour parachever la mise en page.

Pour une aide détaillée, merci de consulter Aide:Wikification.
Si vous pensez que ces points ont été résolus, vous pouvez retirer ce bandeau et améliorer la mise en forme d'un autre article.
La psychose ordinaire désigne dans le champ de la psychanalyse lacanienne un mode de fonctionnement propre à des sujets de structure psychotique qui ne présentent pas de signes cliniques manifestes de psychose de sorte qu’ils conservent une certaine adaptation sociale.

## Caractéristiques cliniques.
Cette section ne s'appuie pas, ou pas assez, sur des sources secondaires ou tertiaires indépendantes du sujet. Le texte peut contenir des analyses inexactes ou inédites de sources primaires.
Pour l'améliorer, ajoutez-en, ou placez des modèles {{Source secondaire souhaitée}} ou {{Source secondaire nécessaire}} sur les passages mal sourcés. (janvier 2021)
L’hypothèse de la forclusion du Nom-du-Père proposée par Lacan dans les années 1950 pour appréhender le fonctionnement psychotique rend concevable qu’un sujet soit structuré sur un mode psychotique sans que la psychose clinique soit actualisée. La notion de structure psychotique non déclenchée fait alors son apparition dans le discours psychanalytique.
C’est dans le fil de cette conjonction que naît en 1998 la notion de « psychose ordinaire », introduite par Jacques-Alain Miller. « Dans l’histoire de la psychanalyse, note-t-il, on s’est intéressé tout naturellement à la psychose extraordinaire, aux gens qui cassaient vraiment la baraque » – notamment au cas Schreber. Les études psychanalytiques d’orientation lacanienne se sont intéressées, souligne-t-il, « à des psychotiques plus modestes, qui réservent des surprises, mais qui peuvent […] se fondre dans une sorte de moyenne : la psychose compensée, la psychose supplémentée, la psychose non-déclenchée, la psychose médiquée, la psychose en thérapie, la psychose en analyse, la psychose qui évolue, la psychose sinthomée – si l’on peut dire. La psychose joycienne est discrète, à la différence de l’œuvre de Joyce ». Et de conclure que, dans le Champ freudien, « finalement, nous parlons de la psychose ordinaire ».
Il suffit d’évoquer les quarante deux premières années du Président Schreber, qui le conduisirent jusqu’aux plus hautes fonctions juridiques, pour concevoir que la structure psychotique est compatible avec l’adaptation sociale. Lacan anticipe la notion de psychose ordinaire quand, à l’occasion d’une présentation de malade, il évoque « ces fous normaux qui constituent notre ambiance » ; ainsi que dans la Question préliminaire quand il fait mention d’une « psychose sociale » considérée comme « compatible avec ce qu’on appelle le bon ordre ». Mais le terme de psychose ordinaire n’apparaît que quarante ans plus tard. Il a fallu que Lacan dégage à propos de Joyce les notions de suppléance et de raboutage de l’ego pour que son appréhension clinique devienne concevable.
La psychose ordinaire n’est pas une psychose atténuée : elle ne désigne pas les prodromes d’une maladie, mais un mode de fonctionnement subjectif spécifique. Celui-ci possède des ressources qui peuvent générer diverses formes de stabilisation : des étayages les plus frustres aux suppléances les plus solides. Elle est compatible avec des solutions qui s’avèrent viables durant toute une existence.

## Les trois externalités.
Cette section ne s'appuie pas, ou pas assez, sur des sources secondaires ou tertiaires indépendantes du sujet. Le texte peut contenir des analyses inexactes ou inédites de sources primaires.
Pour l'améliorer, ajoutez-en, ou placez des modèles {{Source secondaire souhaitée}} ou {{Source secondaire nécessaire}} sur les passages mal sourcés. (janvier 2021)
En 2009, Jacques-Alain Miller cherche à donner consistance à la psychose ordinaire en en proposant une saisie clinique à partir de trois sortes d’externalités déduites de la notation de Lacan discernant chez le sujet psychotique « un désordre provoqué au joint le plus intime du sentiment de la vie ». La première externalité est sociale. Elle se traduit soit par une incapacité d’assumer sa fonction sociale ; soit par une suridentification à une position sociale. La seconde réfère à une externalité corporelle dans laquelle le corps se défait et où « le sujet est amené à s’inventer des liens artificiels pour se le réapproprier ». Ils sont parfois trouvés dans des serres-joints que des piercings ou des tatouages mettent en place. La troisième externalité est subjective, elle se décèle par l’expérience d’une vacuité non dialectique, ou par la fixité d’une identification au déchet. S'appuyant sur ces trois externalités mises en lumière par J.-A. Miller, Myriam Perrin souligne qu' "Au temps de L’Autre qui n’existe pas, la prédominance de la psychose ordinaire dans notre clinique contemporaine devient, dès lors, tout à fait cohérente".
Il convient de souligner, selon J.-A. Miller, que la psychose ordinaire est un terme qui ne possède pas de « définition rigide ». Distinguer entre ordinaire ou extraordinaire n’a pas d’incidence directe sur la conduite de la cure. À cet égard la distinction pertinente reste celle entre névrose et psychose.

## La carence du nouage borroméen.
En 2019, Jean-Claude Maleval cherche à saisir la même clinique  en prenant appui sur la traduction de la forclusion du Nom-du-Père en termes topologiques dans le dernier enseignement de Lacan. Il souligne que ce dernier considérait qu’il n’y avait pas rupture entre l’approche structurale des années 1950-1960 et l’approche borroméenne du dernier enseignement. Le nœud borroméen intrique les trois dimensions de la structure subjective, le réel, le symbolique et l’imaginaire, de manière telle que, si l’un des éléments est rompu, tous les autres deviennent libres. « Il suffit […] que vous en coupiez un, précise Lacan, pour que les deux autres se libèrent, encore qu’ils aient l’air noués tout à fait comme dans le cas de ce que vous connaissez bien, à savoir les anneaux des Jeux olympiques qui, eux, continuent de tenir quand il y en a un qui a foutu le camp ». Dans le dernier enseignement de Lacan, la propriété borroméenne du nouage exprime la fonction paternelle en une écriture topologique. Il faut se souvenir, indique Lacan en 1972, que « quand j’ai parlé de chaîne signifiante, j’ai toujours impliqué cette concaténation » ; ce qu’il confirme l’année suivante en indiquant qu’il « croit démontrer la stricte équivalence de topologie et de structure ». Même si le Nom-du-Père cesse d’être considéré comme une garantie inhérente au symbolique, pour devenir « en fin de compte quelque chose de léger », chacun devant le mettre en place à partir de son symptôme ; il n’en reste pas moins que dans le dernier enseignement de Lacan la forclusion du Nom-du-Père ne cesse de caractériser la structure psychotique. Il n’a jamais varié quant à considérer que la fonction paternelle réside en un nouage structurant. Sa forclusion porte atteinte à ce nouage. En conformité avec le primat du symbolique, la manifestation clinique la plus manifeste du nouage défaillant fut d’abord appréhendée à partir du déchaînement du signifiant et des troubles du lanage associés. Or l’introduction du nœud borroméen pour saisir le nouage œdipien, propre au névrosé, nouage du réel, du symbolique, de l’imaginaire et du sinthome, ouvre par différenciation à une clinique plus large de la psychose ordinaire alors caractérisée par un nouage non œdipien. Ce n’est plus le glissement de l’élément symbolique qui doit être privilégié : ceux de l’imaginaire et du réel prennent une importance équivalente. Ils sont la traduction d’une rupture du nouage des éléments de la structure subjective. Pour le sujet psychotique fait défaut la propriété borroméenne qui consiste à ce que tous les éléments du nœud deviennent libres si un seul d’entre eux est coupé. Elle exprime en termes topologiques la fonction paternelle. Dans la perspective du dernier enseignement de Lacan, la clinique de la psychose ordinaire ne saurait dès lors se limiter au déchaînement du signifiant elle doit de surcroît prendre en compte la délocalisation du réel de la jouissance, et le glissement de l’imaginaire. En outre elle se caractérise par une aptitude à produire un nouage non borroméen par l’intermédiaire de suppléances ou de branchements. Cerner la psychose ordinaire à partir de diverses ruptures du nouage ou de trois externalités sont deux approches qui se recoupent sans s’opposer.

## Situation de la psychose ordinaire.
Les évolutions culturelles, sociales et techniques produisent des modes de jouissance inaccoutumés. Les progrès de la science, l’essor du mouvement transgenre, la diffusion de nouveaux syndromes par internet permettent d’élaborer des suppléances nouvelles. Les psychotiques ordinaires sont plus réceptifs que d’autres à ces attracteurs sociaux en raison de leurs identifications souvent peu lestées.
Il est un autre type clinique fréquemment préféré à celui de psychose ordinaire : l’état-limite ou borderline. Il constitue certes un syndrome objectivable, mais pour qui se réfère aux structures subjectives dégagées par l’orientation psychanalytique lacanienne, il apparaît comme un syndrome fourre-tout, incluant aussi bien des psychoses ordinaires que certaines formes de névrose. La "psychose blanche", voire la "psychose froide", ne recoupent que très partiellement la clinique de la psychose ordinaire. Elles diffèrent foncièrement de cette dernière en ne reposant pas sur l'hypothèse de l'existence d'une structure psychotique.
Le plus spécifique de la psychose ordinaire réside dans l’invention d’un nouage non borroméen capable d’arrimer le sujet dans le lien social. Ce nouveau positionnement s’obtient à la faveur de la création d’un symptôme ou par étayage sur une identification. Le faire advenir ou le restaurer, l’expérience cumulée depuis quelques décennies atteste qu’une cure analytique peut y contribuer, à la condition qu’elle ne cherche pas à interpréter la jouissance, mais qu’elle sache s’efforcer de la tempérer.
L’identification de la structure subjective n’étouffe pas la singularité du sujet : il la situe plutôt dans un cadre très large. Le repérage de la structure appartient aux préliminaires de la cure analytique, il est essentiel à la conduite de celle-ci, « et c’est pour ça, indique J-A Miller, qu’il faut plutôt arriver à le faire rapidement ». Certes, ajoute-t-il, le diagnostic range en catégories, mais quand le discours analytique est installé, « le sujet est incomparable ».